# Tenisová akademie v Baku
Tenisová akademie v Baku je tenisový areál v ázerbájdžánském hlavním městě Baku.V letech 2011–2015 se stal dějištěm ženského profesionálního turnaje okruhu WTA Baku Cup. 
Centrální dvorec má kapacitu 3 000 diváků, každý z dalších 12 dvorců pak 200 osob. Hraje se na tvrdém povrchu. 
Rekonstruovaný centrkurt oficiálně otevřel 29. června 2011 prezident Ilham Alijev s chotí. Dvorec také slouží pro volejbal, házenou, minifotbal či ke koncertům. V jeho podzemí je parkoviště s kapacitou 75–80 parkovacích míst.